# Фицджеральд, Уильям Винсент
Уильям Винсент Фицджеральд (англ. William Vincent Fitzgerald; 1867—1929) — австралийский ботаник.

## Биография
Уильям Фицджеральд родился 21 июля 1867 года близ Бен-Ломонда на Тасмании. Учился в Денединской рудной школе на Тасмании, около 1883 года окончил её. Фицджеральд вёл переписку с ботаником Фердинандом Мюллером в Мельбурне, отправлял ему образцы флоры острова.
В 1895—1896 Фицджеральд руководил геологической экспедицией на Новую Гвинею. В 1903 году он стал членом Королевской комиссии по лесам Западной Австралии. В 1905 и 1906 он принимал участие в экспедициях в Кимберли.
Во время Первой мировой войны Уильям Фицджеральд был ранен. Умер 6 августа 1929 года от лихорадки чёрной воды на реке Дару во время очередной экспедиции на Новую Гвинею.
Гербарий Фицджеральда, а также его рукописи и дневник хранятся в Гербарии Западной Австралии в Перте (PERTH).

## Некоторые научные работы
- Fitzgerald, W.V. (1918). The botany of the Kimberleys, North-West Australia. 123 p.